# Notomeniidae
De Notomeniidae is een familie van weekdieren uit de orde Cavibelonia.

## Geslacht
- Notomenia Thiele, 1897